# Christos Rozakis
Christos Rozakis (griechisch Χρήστος Ροζάκης; * 17. Mai 1941 in Athen) ist ein griechischer Jurist und ehemaliger Vizepräsident des Europäischen Gerichtshofs für Menschenrechte.
Rozakis studierte Rechtswissenschaft in Athen und London, an der University of Illinois und dem Institut für internationale Studien in Genf. Von 1980 bis 1986 war er Professor für Völkerrecht an der Pantion-Universität Athen und sodann Professor für Internationales Recht an der Nationalen und Kapodistrias-Universität Athen.
1987 bis 1998 war er Mitglied der Europäischen Kommission für Menschenrechte. 1996 war er für kurze Zeit stellvertretender Minister für Auswärtige Angelegenheiten in der Regierung Simitis.
Vom 1. November 1998 bis zum 17. Mai 2011 war er Richter am Europäischen Gerichtshof für Menschenrechte. Zeitweise war er einer von zwei Vizepräsidenten des Gerichtshofs.
Seine wissenschaftlichen Veröffentlichungen haben ihren Schwerpunkt auf den Gebieten des Vertragsrechts, des Rechts des Meeres, der Menschenrechte und der griechischen Außenpolitik, insbesondere den griechisch-türkischen Beziehungen.

## Veröffentlichungen
- The Turkish Straits (International Straits of the World) London 1987 ISBN 978-9024734641
- Concept of 'Jus Cogens' in the Law of Treaties 1976 ISBN 978-0720404852
- Terrorism and the Internationally Protected Persons in the Light of the ILC's Draft Articles, in: 23 International and Comparative Law Quarterly. 32 (1974)
- Selbstbestimmungsrecht der Völker und Minderheiten in der Europäischen Gemeinschaft, Ed. Sakkoulas, Athen-Komotini 1994 (griechisch)
- Politische und rechtliche Aspekte des Interimsabkommens Accord in New York zwischen Griechenland und der ehemaligen jugoslawischen Republik Mazedonien, Ed. I. Sideris, Athen 1996 (griechisch)
- The International Protection of Minorities in Greece", in K. Featherstone and K. Ifantis, Greece in a changing Europe, Manchester University Press 1996.